# Neoachiropsetta
Neoachiropsetta is een monotypisch geslacht van straalvinnige vissen uit de familie van zuidelijke botten (Achiropsettidae).

## Soort
- Neoachiropsetta milfordi (Penrith, 1965)